# Slunj

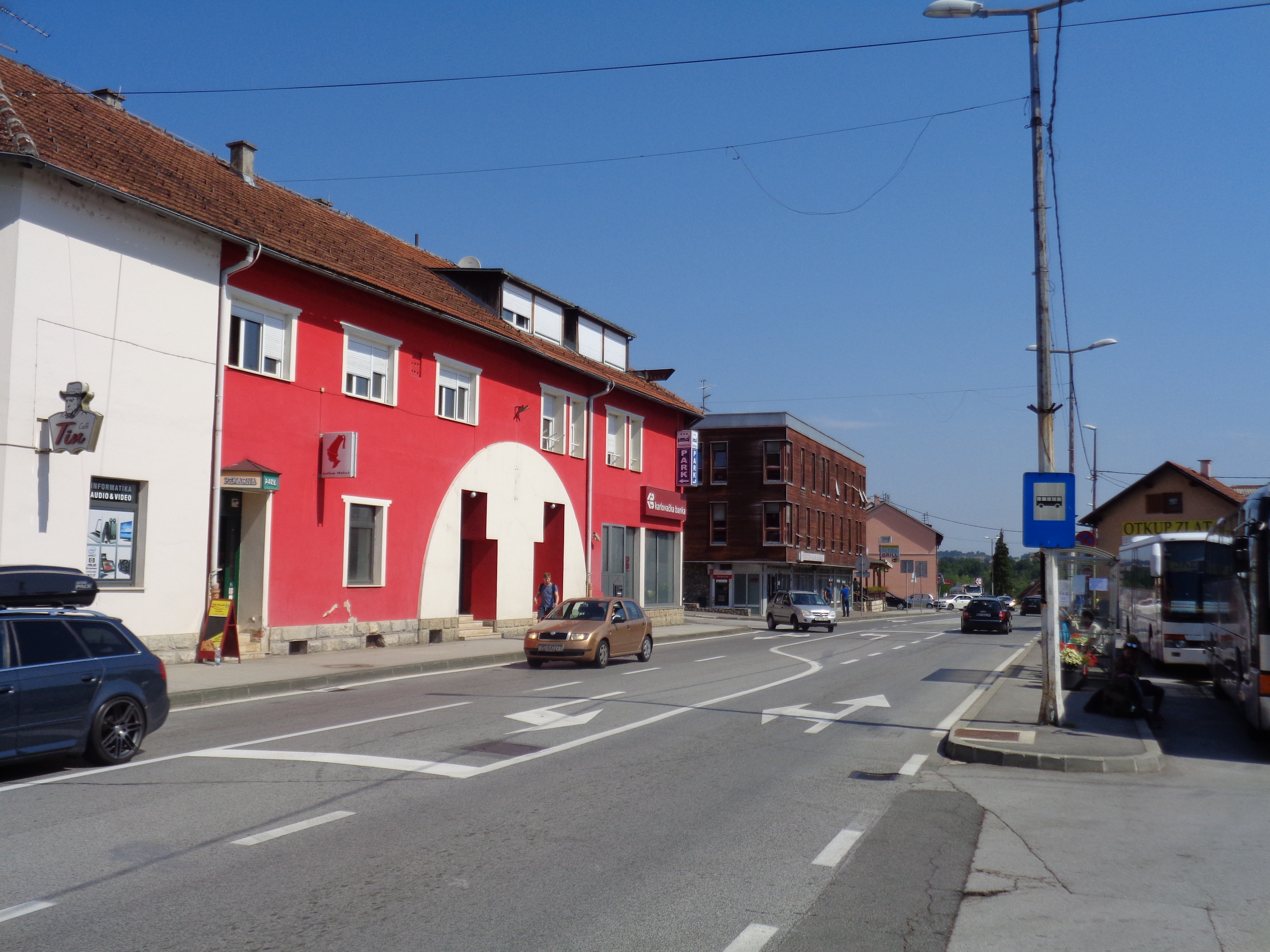
Slunj - Centrul civic

Slunj este un oraș în cantonul Karlovac, Croația, având o populație de 5.076 de locuitori (2011).

## Demografie
Componența etnică a orașului Slunj
     Croați (87,92%)
     Sârbi (10,52%)
     Necunoscut (0,37%)
     Neclasificat (1,08%)
Componența confesională a orașului Slunj
     Catolici (86,84%)
     Ortodocși (9,97%)
     Necunoscută (1,16%)
     Alte religii (2,03%)
Conform recensământului din 2011, orașul Slunj avea 5.076 de locuitori. Din punct de vedere etnic, majoritatea locuitorilor (87,92%) erau croați, cu o minoritate de sârbi (10,52%). Apartenența etnică nu este cunoscută în cazul a 0,37% din locuitori. Din punct de vedere confesional, majoritatea locuitorilor (86,84%) erau catolici, cu o minoritate de ortodocși (9,97%). Pentru 1,16% din locuitori nu este cunoscută apartenența confesională.